# Al-Halat
Al-Halat (arab. الحالات) – miejscowość w Syrii, w muhafazie Hims. W 2004 roku liczyła 1851 mieszkańców.